# Colonia Francisco I. Madero, Lerma
Colonia Francisco I. Madero är ett samhälle i kommunen Lerma i delstaten Mexiko i Mexiko. Samhället hade 825 invånare vid folkräkningen år 2020.